# Francisco Aparicio y Ruiz
Francisco Aparicio y Ruiz (Burgos, 17 de julio de 1852-Burgos, 6 de noviembre de 1936) fue un abogado y político español, ministro de Instrucción Pública y Bellas Artes durante el reinado de Alfonso XIII.

## Biografía
Nació el 17 de julio de 1852 en Burgos.
En su juventud dirigió en su ciudad natal el periódico Caput Castellae. Fue miembro del Partido Conservador. Inició su carrera política como diputado provincial en Burgos y más tarde, fue presidente de la Diputación Provincial de Burgos. Fue nombrado gobernador civil de la provincia de Oviedo (1890-1891) y más tarde fue diputado a Cortes por el distrito electoral de Burgos en las todas las elecciones que se sucedieron entre 1891 y 1923, exceptuando las de 1896.
Ejerció de ministro de Instrucción Pública y Bellas Artes entre el 13 de marzo y el 14 de agosto de 1921 en el gobierno presidido por Allendesalazar.
Falleció en la ciudad que le vio nacer el 6 de noviembre de 1936.